# 고릉 (제국대장공주)
고릉(高陵)은 개성시에 위치한 고려 제25대 충렬왕의 정비인 제국대장공주의 능이다.